# Toliara
Toliara (znano tudi kot Toliary, [tuliˈar]; prej Tuléar) je mesto na Madagaskarju.
Je glavno mesto regije Atsimo-Andrefana, ki je 936 km jugozahodno od prestolnice Antananarivo.
Sedanje črkovanje imena je bilo sprejeto v 1970-ih in odraža ortografijo malgaškega jezika. Številna geografska imena krajev, ki so bila v kolonialnem obdobju črkovana v francoščini, so bila po osamosvojitvi Madagaskarja leta 1960 spremenjena.
Mesto je imelo leta 2018 168.758 prebivalcev. Kot pristaniško mesto deluje kot glavno uvozno/izvozno središče za blago, kot so sisal, milo, konoplja, bombaž, riž in arašidi.

## Zgodovina
V 17. stoletju so francoski borci pristali v zalivu sv. Avguština blizu Kozorogovega povratnika in ustanovili mesto, da bi ohranili trgovske odnose. Šele v kolonialnem obdobju, po letu 1897, je mesto resnično zraslo: s prizadevanji Josepha Gallienija za namestitev francoskih upravnih služb, ki so bile prej izolirane na otoku Nosy Ve, da bi oblikovali regionalno prestolnico. Tulear je zrasel vzdolž mreže prečnih ulic s širokimi avenijami in javnimi spomeniki.
Leta 1971 je bil Tuléar (danes Toliara) prizorišče kmečkega upora na jugu otoka. Ta upor, ki ga je vodila Monja Jaona, so izzvale zlorabe malgaške države do prikrajšanih kmetov. Upor je bil voden proti državnim uradnikom, ki so predstavljali oblast in žandarmerijo. Učitelji, zdravniki, tehniki, pa tudi tujci in njihova lastnina niso smeli biti prizadeti. Regija je bila zanemarjena, trpela je zaradi lakote in slabe izobrazbe. Kljub nasilnemu zatiranju je ta dogodek pomenil prelomnico v zgodovini Madagaskarja, saj je prispeval k zavedanju družbenih in političnih neenakosti. Postavil je tudi podlago za prihodnje politične spremembe, ki so nazadnje vodile do padca Tsirananovega režima leta 1972 in novega obdobja v zgodovini države.

## Geografija
Toliara leži na široki obalni nižini, obdani s sipinami in mangrovami, blizu Kozorogovega povratnika v Mozambiškem prelivu. Bližnji pregradni greben (Veliki greben) je dolg 18 km in širok 3 km. Območje plaže je razširjeno s podvodno plažo vzdolž epikontinentalnega pasu, ki se rahlo spušča proti morju. Na severu leži delta reke Fiherenana.
Toliara ima vzdevek 'mesto sonca', ker ima vroče podnebje (povprečje 24,3 °C) in je polsušno (Köppen BSh), z manj kot 400 mm padavin na leto. V mestu nenehno piha močan prevladujoči veter, Tsio Katimo ('Južni veter').

## Prebivalstvo
Toliara je v zadnjih dveh desetletjih doživela razcvet prebivalstva zaradi izseljevanja s podeželja, ki je pripeljalo več kot 200.000 državljanov v urbana središča v regiji.
Vezo, nomadski ribiči, so avtohtona etnična skupina. Danes prevladujejo migranti z juga (Mahafale, Masikoro, Antandroy), ki predstavljajo več kot polovico mestnega prebivalstva. Tem so dodani migranti iz drugih mestnih regij, ki zasedajo položaje v vladi in zasebnem sektorju.

## Religija
Stolnica v Toliari je nadškofijski sedež rimskokatoliške nadškofije Toliara, ene od petih v državi, prvotno škofija Tuléar od leta 1957, preimenovana v mesto leta 1989, leta 2003 povišana v metropolitanskega nadškofa. Poleg stolne cerkve svetega Vincencija Paulskega je spominska plošča spominja na ustanovitev škofije Toliara.

## Kultura in znamenitosti
Regionalni kulturni vrhunci vključujejo:
- Plaža Ifaty blizu Tulearja je znana po vodi in pesku.
- Musée Mahafaly-Sakalava, muzej umetnosti in tradicij južnega Madagaskarja, znan tudi kot Cedratom, v glavnem razlaga kulturo Mahafaly in Sakalava. Med drugim so razstavljena tradicionalna glasbila in izrezljane lesene stele, ki označujejo socialni status pokojnikov na grobiščih. Predstavlja življenje, obrt in pogrebno umetnost ljudi na tem območju.
- V bližini muzeja je ohranjenih več zgradb iz francoskega kolonialnega obdobja, katerih stene nekatere krasijo reliefi, ki prikazujejo prizore iz vsakdanjega življenja domačinov.
- Muzej morja (Musée de la Mer, imenovan tudi Musée océanographique Rabesandratana), ki ga je ustanovil profesor Rabesandratana, gosti Oceanografski inštitut in pokriva lokalno vodno floro in favno, vključno Coelacanthiformes, ujetim leta 1995 v bližini Anakaa. Omembe vredni sta tudi dve jajci izumrle ptice slonovke (Aepyornithidae).
- Boulevard Galliéni, najbolj reprezentativna ulica Toliare, z več spomeniki, glavno pošto, pedagoškim inštitutom, mestno hišo, različnimi bankami, trgovinami in restavracijami.
- Arboretum Antsokay v parku Jardin de la Mer: ustanovljen leta 1980 na pobudo švicarskega ljubiteljskega botanika Petignata Hermanna (1923–2000). Ta arboretum se razteza na 52 hektarih površine z več kot 920 rastlinskimi vrstami, lemurji, želvami, kačami in kameleoni.
- Zanimive stavbe univerze Toliara, ustanovljene leta 1988, so 5 km severovzhodno od centra.
- Lokalno znana tržnica školjk, na obali, za Francosko zvezo, prodaja školjke in različne rokodelske izdelke.

Vas Miary, 17 km severovzhodno od Toliare, je znana po svetem drevesu L'arbre de Miary. To je drevo banjanovec, ki naj bi bilo staro 1700 let, katerega številne zračne korenine tvorijo gozdiček znotraj obzidanega kompleksa.
Toilara je izhodišče za izlete v narodni park Tsimanampetsotsa, ki je le na jugu.
Izvor pasme psov Coton de tulear.
- Stolnica svetega Vincencija de Paula
- Pedagoška visoka šola
- DSpomenik s topovi
- Muzej Cedratom
- Delni pogled na univerzo
- Drevo Miary
- Drevo Miary

### Slogani
- Fiherena no maha-Toliara, »reka Fiherenana je duša Toliare«
- Toliara tsy miroro, »Toliara nikoli ne spi«

## Gospodarstvo
Pristanišče je imelo ključno vlogo v letih »razcveta koruze« v 1980-ih in 1990-ih. Danes je prihod migrantov, ki prispevajo k kmetijski proizvodnji (koruza, manioka in riž) in živini (govedo in koze), ki oskrbujejo mestne trge s hrano, prispeval k razvoju malih neformalnih podjetij: zlasti med skupnostma Mahafale in Masikoro. Mesto je specializirano za uvoz in izvoz različnih izdelkov, vključno s sisalom, bombažem, rižem, arašidi in milom. Proizvodnja morske soli uspeva iz slanih močvirij in urejenih območij.
V zalivu Toliara je eno od nahajališč za raziskovanje nafte na Madagaskarju. Morsko dno je bogato z minerali, dragimi kamni (približno 200 km severno leži nahajališče safirjev Ilakaka, ki deluje od leta 1999) in zmlete soli. Pred kratkim so kanadska podjetja začela delati z ilmenitom v regiji Tolanaro. Poleg tega rudarjenja in proizvodnje je industrijski sektor v zadnjih desetletjih nazadoval.
Turizem je obetaven sektor, zahvaljujoč podnebju in naravnim danostim zaledja (Ifaty, Anakao, Saint Augustin). Mirno plitvo morje in plitvine podpirajo potapljanje, Toliara pa ostaja glavna destinacija za izlete na južni Madagaskar.
Projekt Toliara Sands, preimenovan v Base Toliara, skuša izkoriščati ilmenit, vendar kljub naložbi v višini 700 milijonov dolarjev naleti na močno nasprotovanje. Ilmenit je mineral titanovega železovega oksida z idealizirano formulo FeTiO
3. Je šibko magnetna črna ali jekleno siva trdna snov. Ilmenit je najpomembnejša titanova ruda in glavni vir titanovega dioksida, ki se uporablja v barvah, tiskarskih črnilih, tkaninah, plastiki, papirju, kremah za sončenje, hrani in kozmetiki.